# Daniel Palgi
Daniel Palgi (* 18. Februarjul. / 2. März 1899greg. in Võõpsu, Kreis Põlva; † 18. Januar 1988 in Elva) war ein estnischer Literaturwissenschaftler.

## Leben
Palgi ging in Räpina zur Schule und erhielt 1917 die Lehrberechtigung für Grundschulen. Von 1916 bis 1920 arbeitete er als Lehrer in Saareküla und Petschory, von 1920 bis 1922 am Realgymnasium von Petschory. 1922 legte er als Externer am Hugo-Treffner-Gymnasium in Tartu die Reifeprüfung ab und studierte danach an der Universität Tartu bis 1928 estnische und allgemeine Literatur. Seit 1924 arbeitete er bei Tartuer Verlagen und in der Estnischen Literaturgesellschaft, deren wissenschaftlicher Sekretär er bis 1940 war. Von 1934 bis 1940 war er zudem Chefredakteur der Zeitschrift Eesti Kirjandus.
Nach dem Krieg war er bis 1950 Direktor des Instituts für Sprache und Literatur, dem 1993 aufgeteilten Vorläufer des heutigen Instituts für Estnische Sprache und des Under und Tuglas Literaturzentrums. Danach fiel er jedoch in Ungnade, konnte sich allerdings bis 1959 noch in einer kleinen Anstellung an der Universität behaupten.

## Werk
Palgi publizierte seit 1926 literaturwissenschaftliche Arbeiten und veröffentlichte 1929 seine Magisterarbeit zum Stil von Eduard Vildes Roman Mäeküla piimamees. Er schrieb ferner Literaturkritiken und Jahresüberblicke, in späteren Arbeiten widmete er sich verschiedenen zeitgenössischen Autoren. Sein größtes Interesse galt dem Prosaisten Peet Vallak, zu dem er zahlreiche Artikel vorlegte. Seine umfangreiche Biografie konnte jedoch erst nach seinem Tod erscheinen.
Palgi übersetzte ein terminologisches Wörterbuch aus dem Russischen und einen Roman von Rabindranath Tagore (aus dem Englischen).

## Bibliografie (Auswahl)
- A. Kitzberg tänapäeva lugeja seisukohalt, in: Eesti Kirjandus 1/1926, S. 1–10.
- Jaan Oksa proosateoste stiil lingvistiliselt, in: Eesti Keel 4/1927, S. 89–96; 5–6/1927, S. 116–128.
- Fr. Rob. Fählmann'i osa eesti ilukirjanduses, in: Eesti Kirjandus 11/1928, S. 577–584; 12/1928, S. 632–638.
- Eduard Wilde 'Mäeküla piimamehe' stiil. The Style of Edurad Wilde's Novel 'The Milkman of Mäeküla'. Tartu 1929. 136 S. (Akadeemilise Kirjandusühingu Toimetised / Publications of the Literary Society of the University of Tartu VI)
- Kirjandus ristteel, in: Põhjakaar 1931, S. 117–132.
- (Hg.) Raamatu osa Eesti arengus. Tartu: Eesti Kirjanduse Selts 1935. 312 S.
- Peet Vallaku noorpõlvetööd (1908–1918), in: Keel ja Kirjandus 2/1966, S. 72–80.
- Peet Vallaku loomingulisest protsessist, in: Keel ja Kirjandus 5/1967, S. 257–268.
- „Kirjanduslikust Orbiidist“ ja elulähedusest 1930. a. paiku, in: Keel ja Kirjandus 8/1968, S. 494–500.
- Friedebert Tuglas jalamehena, in: Looming 2/1986, S. 201–215.
- Mälestusi professor Gustav Suitsust, in: Looming 10/1986, S. 1413–1419.
- Daniel Palgi seni ilmumata eessõna Peet Vallaku novellivalimikule "Vilja mitmest salvest", in: Keel ja Kirjandus 6/1993, S. 362–373.
- Murduvas maailmas. Mälestusi. Tallinn: Perioodika 1994. 174 S. (Loomingu Raamatukogu 1–4)
- Sissejuhatus Peet Vallakusse. I., in: Akadeemia 3/1999, S. 548–559; 4/1999, S. 730–739.
- Peet Vallak. Elu ja looming. Tartu: Ilmamaa 2011. 639 S. (Eesti kirjanikke)